# Стоян Михайловський (поет)
Стоян Михайловський (*Стоян Михайловски, 7 січня 1856 — †3 серпня 1927) — болгарський поет, публіцист та журналіст.

## Життєпис
Народився у м. Елена 1856 року. Син знаного болгарського просвітника Ніколи Михайлівського та небіж митрополита Іларіона Макаріопольського. З 1865 до 1868 року навчався у школі Тирнова. Протягом 1868–1872 років навчався в ліцеї «Галатасарай» у Константинополі.
У 1872–1874 роках був вчителем в м. Дойран. У 1875 році виїхав до Франції, щоб вивчати право в університеті міста Екс-ан-Прованс.
У 1878 році працював правником, а потім суддею в м. Свищов. До 1879 року був членом Свищовської судової ради. У 1880 році отримує посаду редактора газети «Народний голос» в Пловдиві. Того ж року призначається начальником відділу Міністерства закордонних справ Болгарського князівства.
Знову відправився до Франції, щоб закінчити перервану освіту, зрештою у 1883 році закінчив юридичний факультет. Повернувшись до Болгарії, стає секретарем Міністерства юстиції. на цій посаді перебував до 1884 року. У 1884 році почав друкувати свої вірші. У 1886 році обирається депутатом 3-х Великих Народних зборів. У 1887 році брав участь в обранні князя Болгарії, яким став Олександр І Баттенберг.
З 1887 року став працював в апеляційному суді Руси. У 1889 році працював вчителем французької мови в середній школі для хлопчиків міста Руса. З 1892 є членом-кореспондентом Болгарського літературного товариства (тепер Болгарська академія наук).
З 1892 до 1894 року працював екстраординарним професором французької на юридичному факультеті Вищого училища (тепер Софійський університет), з 1895 року — ад'юнкт-професором загальної історії літератури та з 1897 до 1899 року — професором факультету історії та філології того ж навчального закладу.
У 1894–1896 роках був членом 8-х Народних Зборів. У 1898 році стає повноправним членом Болгарського літературного товариства. У 1901 році стає учасником Македонсько-адріанопольського конгресу. Трохи згодом обирається головою Македоно-адріанопольського комітету. Виступав за приєднання Фракії та Македонії до Болгарії.
У 1903 році обирається делегатом 13-х Народних Зборів. У 1904 році за свою статтю проти короля Фердинанда I відданий під суд, діставши умовний термін. З 1905 року відійшов від політичної та громадської діяльності. Помер у 1927 році.

## Творчість
Популярність мав як байкар (збірка його байок видана у 1939 році), автор філософських поем і патріотичних віршів. Для його поезії характерні суворість форми, афористичність висловлювання думки, енергійність вірша.
Найвідомішими є збірки «Novissima verba» (1889 рік), «Currente calamo» (1890), «Залізні струни» (1890 рік), «Книга без назви» (1892), «Філософські та сатиричні сонети» (1895 рік), «Сьогодні молот — завтра ковадло» (1905 рік).
У сатиричних віршах («Східні легенди», 1904 рік) алегорична форма прикриває іронічний осуд тогочасний порядків, виступав за збагачення реалістичних традицій, різко критикував естетство і модернізм.
Одним з найбільш значних творів є алегорична поема «Книга про болгарський народ» 1897 року. Тут міститься нещадна критика деспотичного режиму і монархічного правління в країні.
У циклі віршів «Пролог до книги рабів» (1900 рік), поемі «Точильник» (1902 рік) виражений заклик Михайловського зруйнувати світ насильства.